# Borutovci
Borutovci oz. Borutova dinastija je bila karantanska knežja rodbina, ki je Karantaniji vladala od začetka 8. stoletja do 769 in morda še dlje.

## Zgodovina
Izvor družine je neznan. Za prvega člana družine, po katerem je družina tudi dobila ime, Boruta, ni znana nobena povezava s predhodnikom knezom Valukom.
Borut je v začetku 8. stoletja postal knez Karantanije. Okoli leta 740 je bavarskega vojvodo Odila prosil za pomoč v bitki zoper invazivne Avare. Odilo je bil pripravljen pomagati pod pogojem, da Karantanija sprejme krščanstvo ter prizna frankovsko nadvlado. S tem je Karantanija izgubila notranjo samostojnost, Borutov sin Gorazd in nečak Hotimir pa sta bila kot mnogo drugih karantanskih velikašev v poroštvo Borutove zvestobe poslana v benediktinski samostan sv. Odrešenika na otoku Awa v Kiemskem jezeru na Bavarskem, kjer sta bila na Borutovo željo poučena o krščanskem nauku. Njun krstni boter ter učitelj je bil Lupo, predstojnik Klemskega samostana.
Po Borutovi smrti leta 749 so se Karantanci na Bavarce obrnili s prošnjo, naj jim pošljejo Borutovega sina Gorazda. Slednjega so kosezi nemudoma ustoličili za novega kneza. Gorazd je znan kot prvi krščanski knez Karantanije; čeprav je Borut podpiral širjenje krščanstva ni znano, ali se je tudi sam dal krstiti. Gorazd je med svojo vladavino dal zgraditi prvo cerkev v Karantaniji, na Krnskem gradu, ustanovil pa je tudi cerkev sv. Lamberta na Zgornjem Štajerskem, kjer je imel svoj grad. Po svoji kratkotrajni vladi je Gorazd leta 751 umrl.
Hotimira, ki je bil tedaj že kristjan, so kosezi za kneza izvolili s privoljenjem frankovskega kralja Pipina Malega. Ob odhodu z Bavarske je Hotimir od svojega botra Lupa prejel njegovega nečaka, duhovnika Majorana. Opomnila ga je, naj bo v cerkvenih zadevah vedno pokoren solnograški cerkvi, kar je Hotimir nato zagotovil. Ker dvorni kaplan Majoran ni zmogel obvladati pokristjanjevanja, je Hotimir prosil solnograškega škofa Virgila, naj obišče Karantanijo, jo potrdi v veri in uredi verske zadeve. Virgil mu je v ta namen poleg drugih duhovnikov poslal škofa Modesta, ki je med delovanjem v Karantaniji postavil več cerkva, med drugimi tudi cerkev Gospe Svete. Hotimir je zatem ponovno izprosil dva duhovnika, vendar je leto kasneje, leta 769, umrl.

## Možni člani
Zaradi pomanjkanja virov ni povsem znano, kaj se je po Hotimirovi smrti zgodilo z dinastijo. Janez Vajkard Valvazor v Slavi Vojvodine Kranjske kot Hotimirjevega sina imenuje njegovega naslednika, kneza Valtunka. Ta trditev se pojavi tudi v prvem verzu Prešernovega Krsta pri Savici, kjer je Valtunk imenovan Valhun in Hotimir Kajtimar. Valtunkov naslednik, knez Domislav oz. Domicijan, naj bi prav tako bil sorodnik karantanskih knezov.